# 새코미꾸리
새코미꾸리는 미꾸리의 일종이다. 이름의 “새코”는 주둥이가 빨갛다는 뜻이다.